# Агумава, Зураб Михайлович
Зураб Михайлович Агумава (род. 1961 Эшера) — член Правительства Республики Абхазия; с 2001 по 2 апреля 2003 — Председатель Службы госбезопасности Республики Абхазия, Военный прокурор РА, генерал-майор.

## Биография
Родился в 1961 году в Эшере. Окончил Эшерскую среднюю школу.
В 1987 году окончил юридический факультет Абхазского государственного университета.
С сентября 1988 по сентябрь 1989 годов — студент школы КГБ СССР.
С 1989 по 1992 годы — оперуполномоченный, старший оперуполномоченный, старший следователь КГБ Абхазской АССР.
С 1992 по 1993 годы работал в должности начальника отдела контрразведки Гумистинского фронта.
С 1993 по декабрь 1993 годы являлся заместителем начальника отдела военной контрразведки СГБ Республики Абхазия.
С декабря 1993 по 1995 годы назначен начальником отдела военной контрразведки СГБ Республики Абхазия.
С 1995 по август 1996 годы в должности старшего следователя СГБ Республики Абхазия.
С августа 1996 по 1997 годы работал старшим следователем военной прокуратуры Республики Абхазия.
С 1998 по май 1999 годы назначен старшим помощником военного прокурора. С мая 1999 по 2000 год трудился в должности судьи Верховного Суда Республики Абхазия.
2 июля 2000 года Указом президента по представлению премьер-министра назначен министром внутренних дел Абхазии.
В 2001 году указом президента Абхазии назначен Председателем Службы государственной безопасности Республики Абхазия.
2 апреля 2003 года указом президента Абхазии уволен в запас и освобождён от должности Председателя Службы государственной безопасности Республики Абхазия.
В настоящее время (2013) в должности военного прокурора Республики Абхазия.

## Семья
семейный; двое детей